# Хмелевка (приток Карабашки)
Хмелевка — река в России, протекает в Тавдинском городском округе Свердловской области. Река вытекает из болота и течёт преимущественно на запад. Устье реки находится в 43 км по левому берегу реки Карабашка. Длина реки составляет 12 км.
На реке стоит посёлок Хмелевка.

## Данные водного реестра
По данным государственного водного реестра России относится к Иртышскому бассейновому округу, водохозяйственный участок реки — Тавда от истока и до устья, без реки Сосьва от истока до водомерного поста у деревни Морозково, речной подбассейн реки — Тобол. Речной бассейн реки — Иртыш.
Код объекта в государственном водном реестре — 14010502512111200013189.